# فنوآریوو (فارافانگانا)
فنوآریوو (به لاتین: Fenoarivo) یک منطقهٔ مسکونی در ماداگاسکار است که در فرافنگانا واقع شده‌است. فنوآریوو ۱۶٬۰۰۰ نفر جمعیت دارد و ۲۴ متر بالاتر از سطح دریا واقع شده‌است.